# Iomazenil
L'iomazenil è uno psicofarmaco appartenente alla categoria delle imidazobenzodiazepine che è un antagonista e agonista inverso parziale delle benzodiazepine ed è un potenziale trattamento per l'alcolismo.
Il farmaco è stato introdotto nel 1989 dalla società farmaceutica Hoffmann-La Roche.
Iomazenil è un analogo strutturale ed effettivo del flumazenil (Ro15-1788).